# شرکت صنایع پتروشیمی خلیج‌فارس
شرکت صنایع پتروشیمی خلیج‌فارس، شرکت هلدینگ ایرانی است، که در زمینه سرمایه‌گذاری و مدیریت بر پالایشگاه‌ها، مجتمع‌های پتروشیمی و کارخانجات شیمیایی، همچنین تولید فراورده‌های نفتی، فراورده‌های پتروشیمی، مواد شیمیایی و پلیمرها فعالیت می‌کند. این شرکت همچنین مالک باشگاه فوتبال استقلال تهران نیز است.
شرکت صنایع پتروشیمی خلیج‌فارس در سال ۱۳۸۹ توسط شرکت ملی صنایع پتروشیمی ایران و با سرمایه‌گذاری بالغ بر ۸۰۰ میلیارد تومان راه‌اندازی شد. این شرکت در سال مالی ۱۳۹۴ درآمدی بالغ بر ۲۵ هزار میلیارد تومان کسب نمود و به‌عنوان دومین شرکت ایران بر پایه میزان درآمد شناخته شد. این شرکت از سال ۱۳۹۶ تا سال ۱۴۰۲، به استثنای سال ۱۴۰۱، هر ساله رتبه اول شرکت‌های ایرانی بر پایه میزان درآمد را به دست‌ آورده است  شرکت صنایع پتروشیمی خلیج‌فارس هم‌اکنون با دارا بودن بیش از ۱۵ شرکت تولیدی و خدماتی، به‌عنوان بزرگ‌ترین هلدینگ پتروشیمی در خاورمیانه پس از سابک عربستان، شناخته می‌شود.
دفتر مرکزی این شرکت در تهران قرار دارد و بخشی از سهام آن، با نماد «فارس» در بازار بورس اوراق بهادار تهران معامله می‌شود. شرکت ملی صنایع پتروشیمی ایران با در اختیار داشتن ۱۸٫۷۴٪، شرکت سرمایه‌گذاری صندوق بازنشستگی صنعت نفت ۱۱٫۸۹٪ و شرکت سرمایه‌گذاری نفت، گاز و پتروشیمی تأمین ۷٫۶٪ از سهام شرکت صنایع پتروشیمی خلیج‌فارس، به‌عنوان بزرگ‌ترین سهام‌داران آن شناخته می‌شوند، همچنین ۴۰٪ از مالکیت این گروه متعلق به سهام عدالت می‌باشد.
از شرکت‌های زیرمجموعه هلدینگ خلیج‌فارس می‌توان به: پتروشیمی بندرامام، پتروشیمی اروند، پتروشیمی تندگویان، فجر انرژی، پتروشیمی بوعلی، مبین انرژی، پتروشیمی ایلام، پتروشیمی کارون، باشگاه فوتبال استقلال تهران، پتروشیمی پارس، عملیات غیرصنعتی ماهشهر ، عملیات غیرصنعتی پازارگاد، پتروشیمی نوری، پالایشگاه گاز هویزه و پالایشگاه گاز بیدبلند اشاره کرد.
برخلاف بیشتر هلدینگ‌های پتروشیمیایی جهان، صنایع پتروشیمی خلیج‌فارس هیچگاه در مجتمع‌های پتروشیمی خود، صنایع شیمیایی و پلیمری پایین‌دستی پتروشیمی، احداث نکرده است.
هلدینگ خلیج فارس و شرکت های زیر مجموعه آن مالک ۸۵ درصد از سهام باشگاه فوتبال استقلال تهران هستند.
صنایع پتروشیمی خلیج فارس و زیر مجموعه‌های آن حدود ۱۲۰ میلیارد دلار است. با وجود اینکه سهام عدالت مالک ۴۰٪ این مجموعه اقتصادی است و بیش از ۴۹ میلیون شهروند ایرانی سهامدار سهام عدالت این هلدینگ هستند، اما سهم مردم عادی از این گردش مالی بسیار پایین است. همچنین هلدینگ خلیج فارس سهامدار ۴۵ درصدی شرکت بازرگانی پتروشیمی است.